# Schlacht an der Durbe

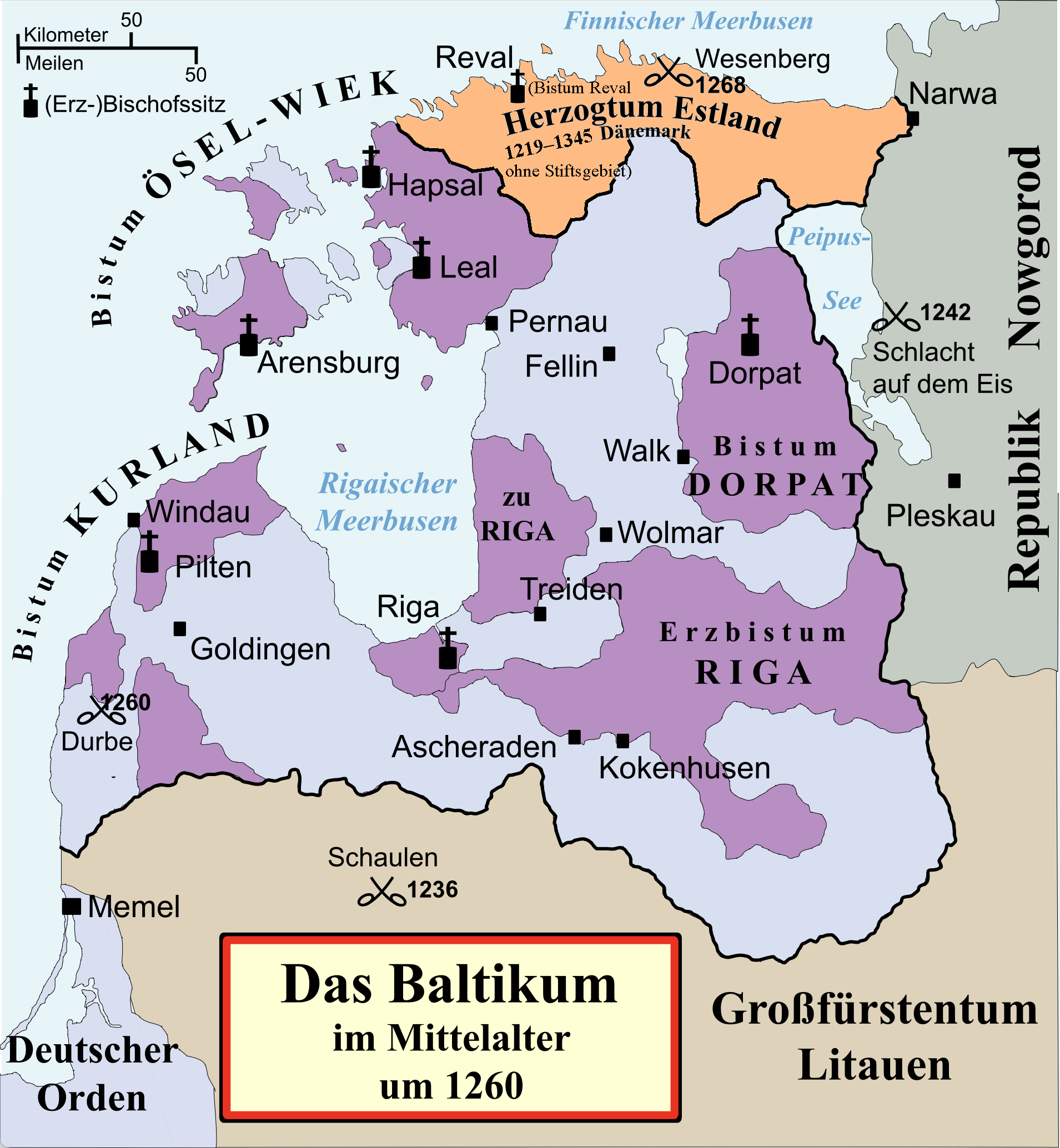
Karte Livlands um 1260 mit Lokalisation der Schlacht an der Durbe.

Die Schlacht an der Durbe war eine Schlacht am 13. Juli 1260 zwischen dem Deutschen Orden unter dem Landmeister von Livland Burkhard von Hornhausen und Ordensmarschall Heinrich Botel nebst einheimischen Hilfstruppen gegen die Scharen des litauischen Herzogs Mindaugas, der selbst an der Schlacht nicht beteiligt war.
Das Ordensheer wurde vollständig und unter großen Verlusten geschlagen. Die Schlacht ist der Ausgangspunkt zum Großen Prußenaufstand 1261 bis 1272.

## Vorgeschichte
Heidnische Litauer, aus Schamaiten kommend, fielen ab Sommer 1260 in die östlichen Gemarkungen Polens ein, wandten sich danach gegen Norden, um dem Deutschen Orden, der bereits beträchtliche Ländereien auf ehemals pruzzischem Gebiet erobert hatte und immer öfter auch auf litauisches Gebiet vordrang, Einhalt zu gebieten. Ein Aufgebot der Deutschritter nebst berittenen Knechten und Fußkämpfern, dazu Aufgebote einheimischer Kuren sowie Prußen zogen den Eindringlingen entgegen.
Im Vorfeld des kriegerischen Zusammentreffens kam es innerhalb des Ordensheeres zu Streitigkeiten zwischen Kuren und Prußen. Erstere waren vermutlich in den Kriegsdienst des Ordens gepresst worden. Den Kuren wurden in der Folge ausschließlich Sicherungsaufgaben zugewiesen.

## Schlacht
Am 13. Juli 1260 standen sich ungefähr viertausend berittene Litauer und ebenso viele Krieger des Ordens unweit einer Furt des Flusses Durbe und in unmittelbarer Nähe der gleichnamigen Ortschaft Durbe gegenüber. Die Schlachtordnung der Deutschritter entsprach der des Hochmittelalters, nach der schwer gepanzerte Reiter den Kern des Heeres bildeten. Der weitaus größere Teil des Heeres erfüllte die Aufgabe, die Reiter zu sichern und nach dem unmittelbaren Treffen den fliehenden Feind zu verfolgen.
Um die zweihundert geharnischte Ritter des Deutschen Ordens bildeten demnach die Kerntruppe, flankiert von den leichten Reitern der verbündeten Prußen. Die Nachhut der Streitmacht des Ordens bildeten die bereits im Vorfeld der Schlacht renitenten Aufgebote der Kuren und weiteres Fußvolk.
Die Litauer, eine Furt der Durbe als Rückzugsmöglichkeit im Rücken, griffen ungestüm an und wurden zurückgeschlagen. Das Ordensheer setzte den Fliehenden nach. In diesem kritischen Moment griffen aber die erbitterten Kuren das Ordensheer von hinten an. So wurden die Reiter letztlich in die Zange genommen, der selbst hart bedrängte Ordensmarschall Heinrich Botel wurde nicht mehr Herr der Lage. Ein Teil der Krieger floh, der größere Teil wurde in erbitterten Kämpfen niedergemacht. Einhundertfünfzig Ritter fielen, unter ihnen auch die Führer, Landmeister Burkhard von Hornhausen und der Ordensmarschall des Deutschen Ordens, dazu gerieten einige Ritter in Gefangenschaft der Litauer.
Jene zogen sich unmittelbar nach der Schlacht mitsamt Beute und Trophäen ohne weitere Kampfhandlungen ins Innere Litauens zurück.

## Folgen
Das Heer des Deutschen Ordens wurde vollständig vernichtet. Besonders schwer wogen letztlich die Verluste unter den, dem Deutschen Orden loyalen, Adligen aus dem Gebiet der Prußen. Die Prußen revoltierten in der Folge im Angesicht der schweren Niederlage gegen den ihnen stets fremden Landesherrn. Die Kampagne mündete in einem ausufernden Aufstand der unterdrückten Prußen und Kuren, welcher der Expansion des Deutschen Ordens auf Jahrzehnte hinweg ein Ende bereitete.
Die Niederlage in der Schlacht an der Durbe ist bis zur Schlacht von Tannenberg 1410 die schwerste Niederlage des Deutschen Ordens geblieben. Da sich die Folgen der Schlacht in schweren und wechselvollen Kämpfen bewältigen ließen, blieb der Nimbus von der Unbesiegbarkeit des Deutschen Ordens bis 1410 bestehen.